# 乔治·特平
乔治·特平（英語：George Turpin，1952年1月10日—），生于利物浦，英国男子拳击运动员。他曾代表英国参加1972年夏季奥林匹克运动会拳击比赛，获得男子54公斤级铜牌。